# Izba Gospodarcza „Śląsk”
Izba Gospodarcza „Śląsk” – izba gospodarcza jest organizacją samorządu gospodarczego, zrzeszającą podmioty gospodarcze przede wszystkim z Górnego i Dolnego Śląska. Jej pierwsza nazwa brzmiała: Międzywojewódzka Izba Gospodarcza „Śląsk”, powołana została do życia przez struktury Mniejszości Niemieckiej w roku 1993, a jej pierwszą siedzibą były Strzelce Opolskie. Izba jest organizacją wspierającą i współuczestniczącą w działaniach na rzecz rozwoju przedsiębiorczości i wszelkich inicjatyw gospodarczych na Śląsku. Izba posiada osobowość prawną na podstawie ustawy z dnia 30 maja 1989 roku o izbach gospodarczych (Dz.U. z 1989 roku, nr 35 poz. 195) i własnego Statutu.
W kadencji 2018–2022 prezesem Izby jest Claudius Badura.

## Firmy członkowskie
IG „Śląsk” zrzesza ponad 200 przedsiębiorstw. Izba organizuje dla swoich członków liczne szkolenia, spotkania i inne przedsięwzięcia. Firmy członkowskie mają dostęp do bazy pozostałych członków i mogą nawiązywać wzajemne kontakty biznesowe, a także oferowane im są zniżki na usługi Izby. Izba jest również organizatorem dwóch, odbywających się naprzemiennie imprez – Gali Biznesu i Balu Przedsiębiorców.

## Współpraca międzynarodowa
Izba posiada bardzo dobre kontakty międzynarodowe z organizacjami i instytucjami okołobiznesowymi oraz firmami, tradycyjnie już najlepsze z Niemcami i Republiką Czeską, a także z większości krajów Unii Europejskiej i spoza niej. Izba jest członkiem międzynarodowej Unii Izb Odra-Łaba. W latach 2013–2015 Izba realizowała również duży polsko-czeski projekt transgraniczny skierowany na wzmocnienie współpracy gospodarczej na pograniczu polsko-czeskim.

## Nagrody i wyróżnienia
IGŚ przyznaje w kilku kategoriach podczas swojej Gali Biznesu nagrodę „Firma Roku”, która jest jedną z najbardziej prestiżowych nagród biznesowych w regionie.